# Ekvádor na letních olympijských hrách
Ekvádor na letních olympijských hrách startuje od roku 1924. Toto je přehled účastí, medailového zisku a vlajkonošů na dané sportovní události.

## Účast na Letních olympijských hrách
| Dějiště LOH            | LOH      | Vlajkonoš                       | Zlatá medaile | Stříbrná medaile | Bronzová medaile | Celkem |
| ---------------------- | -------- | ------------------------------- | ------------- | ---------------- | ---------------- | ------ |
| 1924 Paříž             | LOH 1924 | nebyl                           |               |                  |                  | 0      |
| 1928 Amsterdam         | 1928     |                                 |               |                  |                  | Ne     |
| 1932 Los Angeles       | 1932     |                                 |               |                  |                  | Ne     |
| 1936 Berlín            | 1936     |                                 |               |                  |                  | Ne     |
| 1948 Londýn            | 1948     |                                 |               |                  |                  | Ne     |
| 1952 Helsinky          | 1952     |                                 |               |                  |                  | Ne     |
| 1956 Melbourne         | 1956     |                                 |               |                  |                  | Ne     |
| 1960 Řím               | 1960     |                                 |               |                  |                  | Ne     |
| 1964 Tokio             | 1964     |                                 |               |                  |                  | Ne     |
| 1968 Ciudad de México  | LOH 1968 | nebyl                           |               |                  |                  | 0      |
| 1972 Mnichov           | LOH 1972 | Abdala Bucaram Ortiz            |               |                  |                  | 0      |
| 1976 Montréal          | LOH 1976 | Nelson Suárez                   |               |                  |                  | 0      |
| 1980 Moskva            | LOH 1980 | Nancy Vallecilla                |               |                  |                  | 0      |
| 1984 Los Angeles       | LOH 1984 | Héctor Hurtado                  |               |                  |                  | 0      |
| 1988 Soul              | LOH 1988 | Liliana Chalá                   |               |                  |                  | 0      |
| 1992 Barcelona         | LOH 1992 | María Cangá                     |               |                  |                  | 0      |
| 1996 Atlanta           | LOH 1996 | Felipe Delgado                  | 1             |                  |                  | 1      |
| 2000 Sydney            | LOH 2000 | Martha Tenorioová               |               |                  |                  | 0      |
| 2004 Athény            | LOH 2004 | Alexandra Escobarová            |               |                  |                  | 0      |
| 2008 Peking            | LOH 2008 | Alexandra Escobarová            |               | 1                |                  | 1      |
| 2012 Londýn            | LOH 2012 | César de Cesare                 |               |                  |                  | 0      |
| 2016 Rio de Janeiro    | LOH 2016 | Andrés Chocho                   |               |                  |                  | 0      |
| 2020 Tokio             | LOH 2020 | Neisi Dajomesová Julio Castillo | 2             | 1                |                  | 3      |
| 2024 Paříž             | LOH 2024 |                                 |               |                  |                  | x      |
| Celkem                 | 15       |                                 | 3             | 2                | 0                | 5      |
| Zdroj na Olympedia.org |          |                                 |               |                  |                  |        |

## Listina medailistů
| Medaile          | Sportovec         | LOH           | Sport           |
| ---------------- | ----------------- | ------------- | --------------- |
| Zlatá medaile    | Jefferson Pérez   | Ekvádor (ECU) | 1996 Atletika   |
| Zlatá medaile    | Richard Carapaz   | Ekvádor (ECU) | 2020 Cyklistika |
| Zlatá medaile    | Neisi Dajomesová  | Ekvádor (ECU) | 2020 Vzpírání   |
| Stříbrná medaile | Jefferson Pérez   | Ekvádor (ECU) | 2008 Atletika   |
| Stříbrná medaile | Tamara Salazarová | Ekvádor (ECU) | 2020 Vzpírání   |